# Maradhoo
Maradhoo (malediw. މަރަދޫ) – wyspa na Malediwach, na atolu Addu; według danych szacunkowych na rok 2014 liczyła 2195 mieszkańców.